# DJ Düse

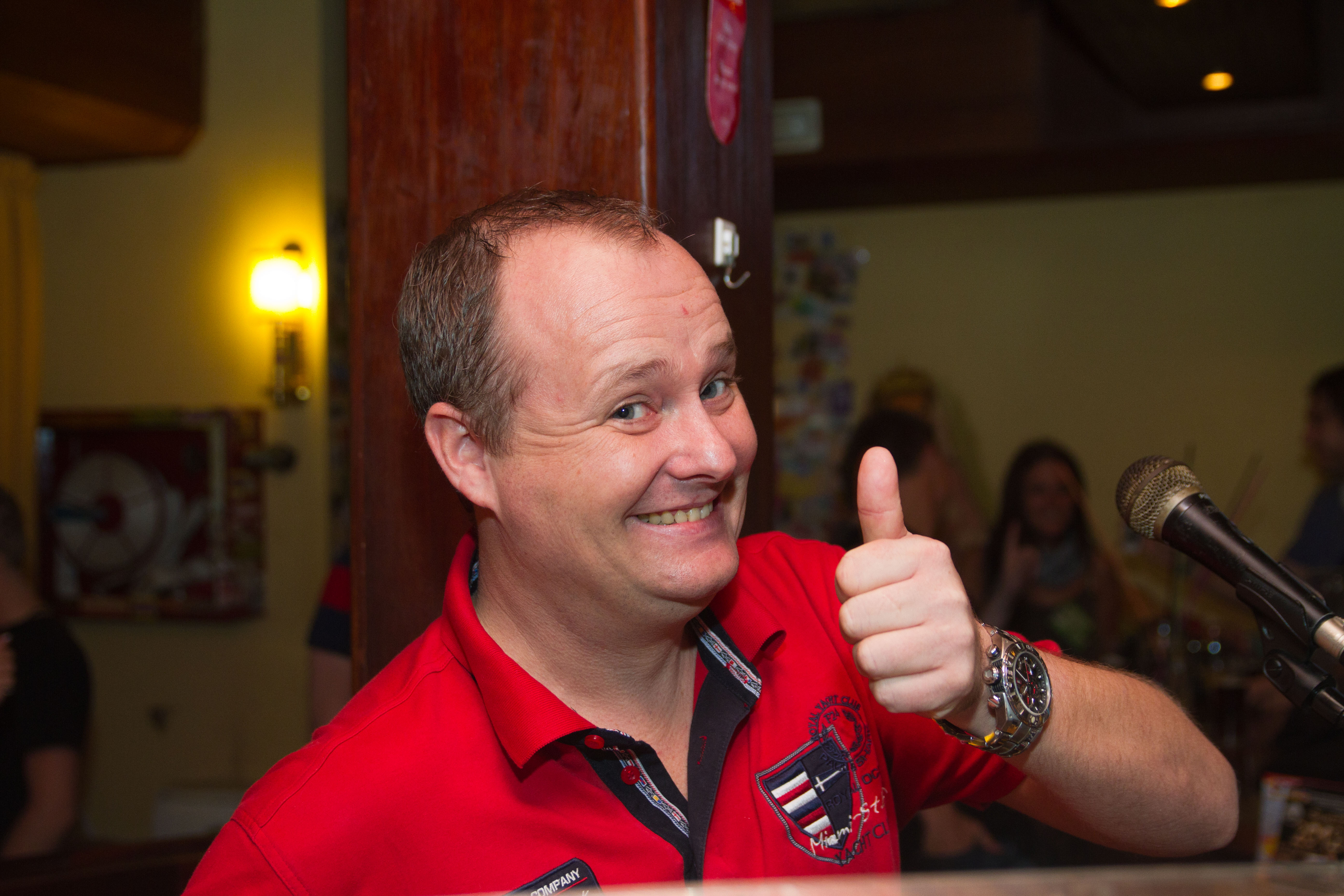
DJ Düse (2011)

DJ Düse (eigentlich Daniel Berger, * 28. Januar 1974 in Leipzig) ist ein auf Mallorca tätiger deutscher DJ für Partyschlager.

## Leben und Wirken
Von 2005 an bis September 2019 war DJ Düse Resident-DJ des Bierkönigs. Seitdem nahm er immer wieder mit anderen Mallorca-Sängern Lieder auf, die zum Teil auf Mallorca-Samplern zu finden sind. 2009 stieg seine Single Hubschraubereinsatz für eine Woche in die deutschen Charts ein.

## Diskografie
Singles
- Wackel mit dem Arsch – Chriss Tuxi & DJ Düse (2008)
- Neulich in Neandertal - Atte Katte Nuwa – Libero-5 feat. DJ Düse (2008)
- Ich bin gut drauf – Krümel und DJ Düse (2009)
- Hubschraubereinsatz (2009)
- Titten raus, es ist Sommer (2010)
- Halli Galli Durchdrehen – Düse und Chriss Tuxi (2010)
- Wir sind auf Malle, nicht in Italien
- Wir wollen feiern (...hohoho) mit Ikke Hüftgold
- 7000 Rinder (2011)
- Er steht (2012)
- Sind die Echt? (2013) mit Mia Julia Brückner
- Ich komme... (2014)
- Butzemann (2014)
- Dessau Style (2014)
- Ich geh feiern (Vrouwkes) (2015)
- Der erotische Megamix (2015)
- Radler ist kein Alkohol – Rick Arena feat. DJ Düse (2015)
- Leck die Tussy – mit Ikke Hüftgold (2015)
- Ihr seid zuhause (2016)
- Wir – Marry feat. DJ Düse (2016)
- Fettes Brett (2017)
- Wap Bap – Willi Herren & DJ Düse (2017)
- Voll wie Düse (2018)
- Nachttischlampe – Willi Herren und DJ Düse (2018)
- Die allergeilste Insel (2018)
- Auf Malle sind wir so – Ina Colada & DJ Düse (2018)
- Für immer und ewig (2019)
- Wir bleiben zuhause (2020)
- 9 Euro Ticket (2022, mit DJ Cashi & Frenzy)

## Auszeichnungen
- 2016: Ballermann-Award